# Corriere espresso
Con il termine corriere espresso si rappresenta solitamente un'azienda che effettua trasporti rapidi interurbani o internazionali per conto di terzi. Con lo stesso termine s'identifica anche colui che effettua il trasporto e il mezzo utilizzato per farlo.
Il termine deriva dall'inglese express courier che a sua volta deriva dal maggiormente storico Pony Express, il servizio di consegna della posta ai tempi del Far West. Al giorno d'oggi il servizio, sempre più richiesto negli ultimi anni anche grazie al crescente mercato on-line, consegna la merce desiderata direttamente a casa del cliente privato.